# Агарковская
Агарковская — деревня в Красноборском районе Архангельской области. Входит в состав Верхнеуфтюгского сельского поселения.

## География
Находится в юго-восточной части Архангельской области на расстоянии приблизительно 4 км на север-северо-восток по прямой от административного центра поселения деревни Верхняя Уфтюга на правобережье реки Уфтюга.

## История
Упоминалась ещё в 1670 году. 

## Население
Численность населения: 1 человек(русские 100 %) в 2002 году, 0 в 2010.